# Psammotreta cognata
Psammotreta cognata är en musselart som först beskrevs av Henry Augustus Pilsbry och Vanatta 1902.  Psammotreta cognata ingår i släktet Psammotreta och familjen Tellinidae.

## Underarter
Arten delas in i följande underarter:
- P. c. cognata
- P. c. clarki